# ديفيد فييو
ديفيد فييو (بالإنجليزية: David Veilleux)‏ ولد بتاريخ 26 نوفمبر 1987 في كيبك، كندا، هو دراج كندي سابق في صنف سباق الدراجات على الطريق.

## روابط خارجية
- ديفيد فييو على موقع الاتحاد الدولي للدراجات (الإنجليزية)
- ديفيد فييو على موقع أرشيف الدراجات (الإنجليزية)
- ديفيد فييو على موقع إحصائيات الدراجات الإحترافية (الإنجليزية)
- ديفيد فييو على موقع نسبة الدراجات (الإنجليزية)
- ديفيد فييو على موقع CycleBase (الإنجليزية)